# Gaupnefjorden

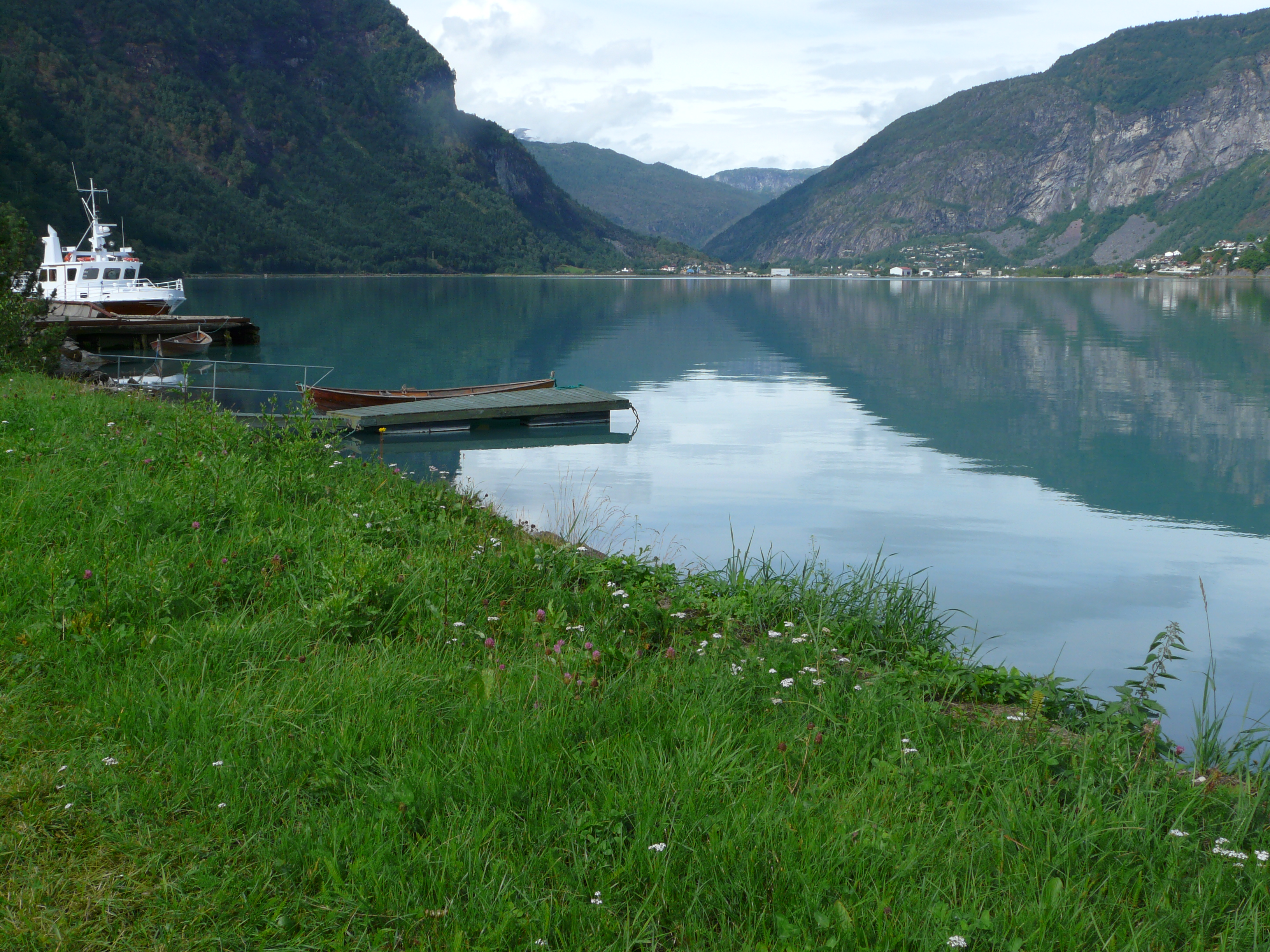
Gaupnefjorden sett från Marifjøra

Gaupnefjorden är en arm av Lustrafjorden i Lusters kommun i Sogn og Fjordane fylke i Norge. Den sträcker sig fyra kilometer in i landet i nordvästlig riktning, in mot Jostedalselvas utlopp. Längst in i fjorden ligger orten Gaupne.
I fjorden fiskas skarpsill.